# Orphnus grossepunctatus
Orphnus grossepunctatus är en skalbaggsart som beskrevs av Rudolph Petrovitz 1971. Orphnus grossepunctatus ingår i släktet Orphnus och familjen Orphnidae. Inga underarter finns listade i Catalogue of Life.